# Поллино (гора)
Поллино (итал. Monte Pollino) — гора, вершина которой достигает 2248 м над уровнем моря. Являясь второй по высоте после Серра-Дольчедорме, она дала название одноимённому горному массиву, расположенному в центре одноимённого национального парка.

## Обзор
Современный профиль горы демонстрирует очевидные результаты древнего и мощного ледникового воздействия: фактически, существовало два основных ледника, которые, спускаясь по северному склону и раздёленные восточным контрфорсом, покрывали его во время последнего великого вюрмского оледенения.
На всех самых высоких вершинах массива имеются сезонные снежники, некоторые из которых достигают значительных размеров. В частности, на Поллино, в долине, расположенной непосредственно к югу от вершины (возле древней карстовой воронки), на высоте 2225 м над уровнем моря, есть один, который легко заметить даже в конце августа. 9 октября 2010 года на вышеупомянутом снежнике был установлен датчик температуры для непосредственного мониторинга микроклимата.